# Мартинес-Патиньо, Мария Хосе
Мария Хосе Мартинес-Патиньо (исп. Maria José Martínez-Patiño; род. 10 июля 1961) — испанская легкоатлетка, которую дисквалифицировали из испанской олимпийской сборной в 1986 году за провал гендерного теста.
Мартинес-Патиньо была дисквалифицирована после соревнования на чемпионате Испании в 1986 году, которое позволило бы ей принять участие в летних Олимпийских играх 1988 года. Но успешно смогла вернуть лицензию ИААФ в дальнейшем, что дало ей возможность бороться за участие в Олимпийских играх 1992 года. После этого инцидента она написала о пережитом опыте, эта работа стала широко известна и часто цитируема, в вопросах, касающихся гендерного тестирования, а также неприкосновенность частной жизни спортсменов.

## Спортивная карьера
Мартинес-Патиньо участвовала в беге на 100 метров с барьерами, где её лучшее время — 13,71 (Мадрид, 1983). Её лучшим выступлением на международном конкурсе было 13,78, на чемпионате мира 1983 года по лёгкой атлетике в Хельсинки.

## Гендерное тестирование
У Мартинес-Патиньо синдром нечувствительности к андрогенам. Она прошла гендерный тест в 1983 году на чемпионате мира ИААФ и получила свидетельство о том, что является женщиной. Но во время Летней Универсиады 1985, хромосомный тест показал, что у неё кариотип 46,XY и, таким образом, была признана не имеющей права участвовать в женской атлетике. Хромосомное тестирование было в то время первым шагом в процессе проверки по гендерному признаку и не предназначено для принятия окончательного решения, вместе с этим официальные лица Международного олимпийского комитета и Международной ассоциации федераций лёгкой атлетики регулярно советовали спортсменам подделывать документы, говорящие о том, что у них имеются травмы, в случае непрохождения такого теста, чтобы спортсмены могли спокойно выйти из соревнований и защитить свою конфиденциальность. Мартинес-Патиньо поступила так же. Через два месяца она получила письмо, которое классифицировало её как мужчину, сославшись на её кариотип.
В 1986 году она собиралась принять участие в соревнованиях на чемпионате Испании, но ей сказали, что она может либо отозвать своё заявление по-тихому, либо о её ситуации будет объявлено публично. Она решила принять участие в соревнования и победила. Испанская пресса публично разгласила информацию о том, что она интерсекс. В результате чего она потеряла стипендию и свою спортивную резиденцию, помимо этого, она потеряла своего жениха. Она продолжала бороться со своей дисквалификацией: в 1988 году на её сторону встал генетик Альберт де ла Шапель. после чего её лицензия ИААФ была восстановлена три месяца спустя. Она пыталась бороться за право на участие на Олимпийских играх 1992 года, но отстала на одну десятую секунды.

## Опубликованные работы
- Мартинес-Патиньо описала свой опыт в работе «Personal Account: A woman Tried and Tested», опубликованной журналом The Lancet в 2005 году[11].
- В работе «Reexamining Rationales of 'Fairness': An Athlete and Insider’s Perspective on the New Policies on Hyperandrogenism in Elite Female Athletes», опубликованной Американским журналом биоэтики в 2012 году, Мартинес-Патиньо и соавтор Хида Вилория обсудили текущие практики гендерного тестирования в спорте[12].